# Hội đồng Dân ủy Liên Xô 1936–1938
Hội đồng Dân ủy Liên xô 1936-1937 hay còn được gọi Hội đồng Dân ủy Đại hội Đại hội Xô Viết Liên Xô khóa VIII. Hội đồng Dân ủy Liên Xô được Ủy ban Chấp hành Trung ương Đại hội Đại hội Xô Viết Liên Xô phê chuẩn ngày 5/12/1936.
Hội đồng Dân ủy Liên Xô khóa VIII kết thúc nhiệm kỳ 19/1/1938 khi Xô Viết Tối cao Liên Xô phê chuẩn Hội đồng Dân ủy khóa mới.

## Thành viên
| Chức vụ          | Trực thuộc                                             | Tên                              | Nhiệm kỳ                       | Ghi chú khác                                         |
| ---------------- | ------------------------------------------------------ | -------------------------------- | ------------------------------ | ---------------------------------------------------- |
| Chủ tịch         | Hội đồng Bộ Dân ủy                                     | Vyacheslav Molotov (1890-1986)   | 2/1935-1/1938                  |                                                      |
| Phó Chủ tịch     | Hội đồng Bộ Dân ủy                                     | Nikolai Antipov (1894-1938)      | 12/1936-6/1937                 |                                                      |
| Phó Chủ tịch     | Hội đồng Bộ Dân ủy                                     | Valery Mezhlauk (1893–1938)      | 12/1936-2/1937 10/1937-12/1937 |                                                      |
| Phó Chủ tịch     | Hội đồng Bộ Dân ủy                                     | Anastas Mikoyan (1895-1978)      | 7/1937-1/1938                  |                                                      |
| Phó Chủ tịch     | Hội đồng Bộ Dân ủy                                     | Jānis Rudzutaks (1887-1938)      | 12/1936-5/1937                 |                                                      |
| Phó Chủ tịch     | Hội đồng Bộ Dân ủy                                     | Vlas Chubar (1891-1939)          | 12/1936-1/1938                 |                                                      |
| Quản lý Nội vụ   | Hội đồng Dân ủy                                        | Ivan Miroshnikov (1894-1938)     | 12/1936-3/1937                 |                                                      |
| Quản lý Nội vụ   | Hội đồng Dân ủy                                        | Mikhail Arbuzov (1899-1980)      | 3/1937-7/1937                  |                                                      |
| Quản lý Nội vụ   | Hội đồng Dân ủy                                        | Nikolai Petrunichev (1899-1942)  | 7/1937-1/1938                  |                                                      |
| Ủy viên Nhân dân | Bộ Dân ủy Ngoại giao                                   | Maxim Litvinov (1876-1951)       | 12/1936-1/1938                 |                                                      |
| Ủy viên Nhân dân | Bộ Dân ủy Quốc phòng                                   | Kliment Voroshilov (1881-1969)   | 12/1936-1/1938                 |                                                      |
| Ủy viên Nhân dân | Bộ Dân ủy Hải quân                                     | Pyotr Smirnov (1897–1939)        | 12/1937-1/1938                 |                                                      |
| Ủy viên Nhân dân | Bộ Dân ủy Ngoại thương                                 | Arkady Rosengolts (1889–1938)    | 12/1936-6/1937                 |                                                      |
| Ủy viên Nhân dân | Bộ Dân ủy Ngoại thương                                 | Evgeny Chvyalev (1898-1940)      | 6/1937-1/1938                  |                                                      |
| Ủy viên Nhân dân | Bộ Dân ủy Công nghiệp thực phẩm                        | Anastas Mikoyan (1895-1978)      | 12/1936-1/1938                 |                                                      |
| Ủy viên Nhân dân | Bộ Dân ủy Nội thương                                   | Israel Veytser (1889–1938)       | 12/1936-10/1937                |                                                      |
| Ủy viên Nhân dân | Bộ Dân ủy Nội thương                                   | Mikhail Smirnov (1897-1939)      | 10/1937-1/1938                 | Bộ Dân ủy Nội thương đổi thành Bộ Dân ủy Thương mại. |
| Ủy viên Nhân dân | Bộ Dân ủy Giao thông vận tải                           | Lazar Kaganovich (1893-1991)     | 12/1936-8/1937                 |                                                      |
| Ủy viên Nhân dân | Bộ Dân ủy Giao thông vận tải                           | Alexey Venediktovich (1899-1939) | 8/1937-1/1938                  |                                                      |
| Ủy viên Nhân dân | Bộ Dân ủy Thông tin                                    | Genrikh Yagoda (1891-1938)       | 12/1936-4/1937                 |                                                      |
| Ủy viên Nhân dân | Bộ Dân ủy Thông tin                                    | Innocent Khalepsky (1893-1938)   | 4/1937-8/1937                  |                                                      |
| Ủy viên Nhân dân | Bộ Dân ủy Thông tin                                    | Matvei Berman (1898-1939)        | 8/1937-1/1938                  |                                                      |
| Ủy viên Nhân dân | Bộ Dân ủy Công nghiệp nặng                             | Grigol Orjonikidze (1886-1937)   | 12/1936-2/1937                 |                                                      |
| Ủy viên Nhân dân | Bộ Dân ủy Công nghiệp nặng                             | Valery Mezhlauk (1893–1938)      | 2/1937-8/1937                  |                                                      |
| Ủy viên Nhân dân | Bộ Dân ủy Công nghiệp nặng                             | Lazar Kaganovich (1893-1991)     | 8/1937-1/1938                  |                                                      |
| Ủy viên Nhân dân | Bộ Dân ủy Lâm nghiệp                                   | Vladimir Ivanov (1893-1938)      | 12/1936-12/1937                |                                                      |
| Ủy viên Nhân dân | Bộ Dân ủy Lâm nghiệp                                   | Mikhail Ryzhov (1889-1939)       | 12/1937-1/1938                 |                                                      |
| Ủy viên Nhân dân | Bộ Dân ủy Công nghiệp nhẹ                              | Isidore Lyubimov (1882-1937)     | 12/1936-9/1937                 |                                                      |
| Ủy viên Nhân dân | Bộ Dân ủy Công nghiệp nhẹ                              | Vasily Shestakov (1891-1956)     | 9/1937-1/1938                  |                                                      |
| Ủy viên Nhân dân | Bộ Dân ủy Công nghiệp Quốc phòng                       | Moses Rukhimovich (1889–1938)    | 2/1936-10/1937                 | Bộ Dân ủy thành lập từ Bộ Dân ủy Công nghiệp nặng    |
| Ủy viên Nhân dân | Bộ Dân ủy Công nghiệp Quốc phòng                       | Mikhail Kaganovich (1888–1941)   | 10/1937-1/1938                 |                                                      |
| Ủy viên Nhân dân | Bộ Dân ủy Chế tạo cơ khí                               | Valery Mezhlauk (1893–1938)      | 8/1937-10/1937                 | Bộ Dân ủy thành lập từ Bộ Dân ủy Công nghiệp nặng    |
| Ủy viên Nhân dân | Bộ Dân ủy Chế tạo cơ khí                               | Alexander Bruskin (1897–1939)    | 10/1937-1/1938                 |                                                      |
| Ủy viên Nhân dân | Bộ Dân ủy Tài chính                                    | Hryhoriy Hrynko (1890-1938)      | 12/1936-8/1937                 |                                                      |
| Ủy viên Nhân dân | Bộ Dân ủy Tài chính                                    | Vlas Chubar (1891-1939)          | 8/1937-1/1938                  |                                                      |
| Ủy viên Nhân dân | Bộ Dân ủy Nông nghiệp                                  | Mikhail Chernov (1891-1938)      | 12/1936-10/1937                |                                                      |
| Ủy viên Nhân dân | Bộ Dân ủy Nông nghiệp                                  | Robert Eikhe (1890-1940)         | 10/1937-1/1938                 |                                                      |
| Ủy viên Nhân dân | Bộ Dân ủy Giao thông đường thủy                        | Nikolay Pakhomov (1890-1938)     | 12/1936-1/1938                 |                                                      |
| Ủy viên Nhân dân | Bộ Dân ủy Ngũ cốc, chăn nuôi và nông trường quốc doanh | Moses Kalmanovich (1888-1937)    | 12/1936-4/1937                 |                                                      |
| Ủy viên Nhân dân | Bộ Dân ủy Ngũ cốc, chăn nuôi và nông trường quốc doanh | Nikolai Demchenko (1896-1937)    | 4/1937-7/1937                  |                                                      |
| Ủy viên Nhân dân | Bộ Dân ủy Ngũ cốc, chăn nuôi và nông trường quốc doanh | Tikhon Yurkin (1898-1983)        | 7/1937-1/1938                  |                                                      |
| Ủy viên Nhân dân | Bộ Dân ủy Nội vụ                                       | Nikolai Yezhov (1895-1940)       | 12/1936-1/1938                 |                                                      |
| Ủy viên Nhân dân | Bộ Dân ủy Y tế                                         | Grigory Kaminsky (1895-1938)     | 7/1936-6/1937                  | Bộ Dân ủy thành lập                                  |
| Ủy viên Nhân dân | Bộ Dân ủy Y tế                                         | Mikhail Boldyrev (1894-1939)     | 8/1937-1/1938                  |                                                      |
| Ủy viên Nhân dân | Bộ Dân ủy Tư pháp                                      | Nikolai Krylenko (1885-1938)     | 7/1936-9/1937                  | Bộ Dân ủy thành lập                                  |
| Ủy viên Nhân dân | Bộ Dân ủy Tư pháp                                      | Nikolai Ryshkov (1897-1959)      | 9/1937-1/1938                  |                                                      |